# Beachers
Beachers var en musikgrupp från Göteborg som bildades 1962 av bröderna Juha och Urmas Plunt. De kom från Red Onion Jazz Band tillsammans med Björn Samuelsson, som var med från början på saxofon.

## Historia
Först kallade bandet sig Wervolves, med Wolfgang Hahn som sångare. När Wolfgang lämnade gruppen bytte de namn till Los Terribles. 1963 bytte de namn till The Beachers.
Gruppen slog igenom 1964 som kompgrupp till Emile Ford, under hans folkparksturné det året. Kort därefter lämnade Björn Samuelsson bandet. Bandet hade sin första replokal på Nylöse Ungdomsgård fram till 1965 och därefter en lokal i anslutning till anrika Cue Club i Östra Nordstaden i Göteborg. Beachers spelade in ett par singlar och tillhörde de 60-talsgrupper strax under Tages, Shanes och Hepstars som turnerade flitigt i Sverige, Finland och Danmark. Gruppens trummis, Urmas Plunt, sågs av många som den då främste svenske rocktrummisen och han spelar fortfarande då och då med olika orkestrar.
Skådespelaren Örjan Ramberg var bland annat med som sångare, när bandet vid ett par tillfällen spelade på Bräckeskolans skoldanser och vid ett besök på Gipsy Club i Tranås 1966.
Tommy Kristiansson gjorde den anslående målningen i trappuppgången till Cue Club på Köpmansgatan i Göteborg. Den räckte alla fem våningar i den rundade uppgången och dominerades av en stor slingrande orm. 

## Medlemmar
- Tommy Kristiansson, sång och gitarr, född 8 augusti 1946, död 1995.
- Jüri Lepik, gitarr och sång. Född 1 april 1945 i Lund, död 29 juni 1988 i Nol, Ale kommun
- Urmas Plunt, trummor. Född 19 juli 1944. Han blev senare aktiv som skivproducent, och jobbar som ljudtekniker, och driver Gothenburg Sound AB, som han startade 1966.
- Juha Plunt, bas. Född 10 augusti 1946. Tekn. Dr i Teknisk Akustik.
- Björn Samuelsson, saxofon. Född 14 maj 1943 i Göteborg, slutade 1964 i bandet på grund av studier till byggnadsingenjör. Numera driver han Arödkonsult AB i Malmö.

## Diskografi
- 1965 – "Dang Me" / "Too Late" (EMI/Columbia singel DS 2262)
- 1965 – "Not Fade Away" / "Pills" (EMI/Columbia singel DS 2281)
- 1966 – "Darlin" / "Its Love Baby" (Hep House singel HH 66)

## Kuriosa
Det fanns ett band i Malmö som hette The Beatchers, och det blev strid om namnen. Malmöbandet förlorade, eftersom Göteborgarnas namn Beachers registrerats hos Patentverket, och bytte namn till Namelosers.
1965 hade Bildjournalen en tävling om vem som skulle få kalla sig för Beachers, läsarna fick rösta om detta och tävlingen vann Beachers från Göteborg som före denna tävling kallade sig för The original Beachers